# Gare de Kawase
La gare de Kawase (河瀬駅, Kawase-eki) est une gare ferroviaire située à Hikone dans la préfecture de Shiga au Japon.

## Situation ferroviaire
La gare se trouve au point kilométrique (PK) 458,3 de la ligne principale Tōkaidō.

## Histoire
La gare a ouvert le 1er mai 1896.

## Service des voyageurs

### Accueil
La gare dispose d'un bâtiment voyageurs, avec guichets, ouvert tous les jours.

### Desserte
- Ligne Biwako :
  - voie 1 : direction Kyoto et Osaka
  - voies 2 et 3 : direction Maibara, Nagahama et Ōgaki